# Teatro Lope de Vega (Ocaña)

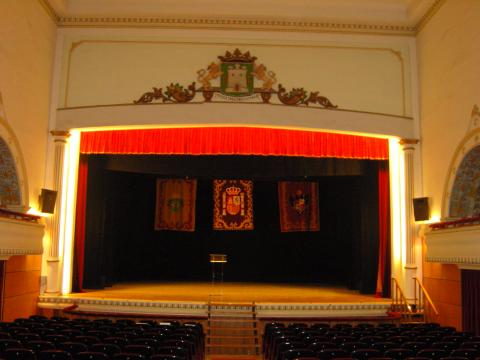
Escenario del Teatro Lope de Vega

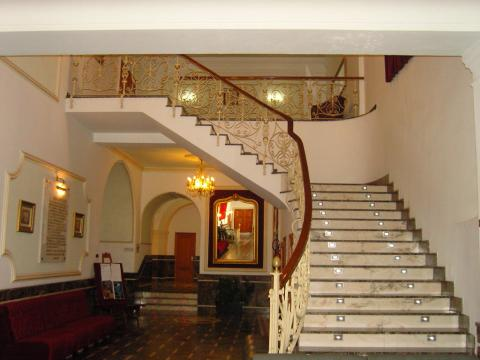
Hall del Teatro Lope de Vega

El Teatro Lope de Vega de Ocaña es un edificio que se sitúa en la calle Lope de Vega y es uno de los monumentos más destacados de Ocaña.

## Historia
En la calle Lope de Vega se levanta este majestuoso edificio, antiguo Colegio de la Compañía de Jesús. Inicialmente fue Colegio, más tarde Cuartel de Caballería, posteriormente Escuelas Públicas y, finalmente, Teatro. Su creación se remonta al año 1558, siendo su obra sufragada, así como la donación de los terrenos, por Luis de Calatayud y Borjas (beneficio noble y protonotario apostólico afincado en esta Villa).
Tras una serie de dificultades para su instauración, en el verano del citado año de 1558, se estrenan las aulas de este antiguo colegio donde se impartirían clases de Gramática, Retórica y más tarde Teología y Filosofía. Años más tarde, exactamente en 1616 se procede a la apertura de una nueva iglesia solemne y extensa. Desde 1654 a 1672 fue destinada a la docencia de niños, tarea delegada a la Orden Hospitalaria de San Juan de Dios, y más tarde, seminario para colegiales.
Bastantes fueron los usos dados a este antiguo Colegio (llegó a acoger un Cuartel de Caballería), así por ejemplo en 1767 y tras el exilio de los jesuitas de España por Carlos III, el nombrado Colegio quedó transformado en Escuela Pública, hasta que el 25 de diciembre de 1832, la Sociedad Benéfico Dramática de Ocaña -asociación desinteresada que llevó el nombre de Ocaña a las más altas cotas de la cultura- alquiló lo que había sido la iglesia y tras acondicionarla, edificó en dicho edificio un Teatro.
El Teatro Principal (nombre primitivo) contó con varias reformas: la primera tendría lugar en 1945, derribándose el antiguo y dando paso a otro más reciente y con mayor aforo. Veintinueve años más tarde, el 24 de enero de 1974 y a consecuencia de una ruina amenazante, se procedería a su derribo total, momento utilizado por la citada Sociedad para que en 1978 donara al Ayuntamiento éste con todas sus instalaciones. Las obras de reconstrucción del nuevo Teatro, que ya contaba con el popular nombre de Lope de Vega, comenzarían en abril de 1974 y doce años más tarde, el 15 de agosto de 1986, se inauguraba oficialmente este espléndido y distinguido Teatro que cuenta con una capacidad de 604 localidades, un grandísimo escenario y unos excelentes camerinos dignos de cualquier capital de Provincia.

## Características
La fachada mantiene restos de la antigua fundación, con una portada en piedra de orden dórico completo, en cuyo interior se halla una puerta con arco de medio punto. Sobre el arquitrabe arranca un gran casetón con el escudo heráldico custodiado por jarrones. Cubriéndolo, un frontón circular a modo de guardapolvo debido a la irregularidad de los huecos. 
Culminando uno de sus lados, se levanta una imponente torre de estilo mudéjar-clásico de tres alturas. La altura superior la conforma un templete abierto de planta ochavada de alargados huecos con arco de medio punto por cara. El proyecto de edificación del nombrado templete corrió a cargo del arquitecto e hijo de Ocaña, Roberto García-Ochoa Platas, ejecutando la obra el maestro albañil, Juan Lillo. En este templete quedaría acoplado el reloj de la Villa y la campana provenientes de la torre de la Iglesia de San Pedro (derribada en 1906). Hoy en día, dicha campana se halla en el capitel de la fachada oeste de la Plaza Mayor.